# IBAC (equip ciclista)

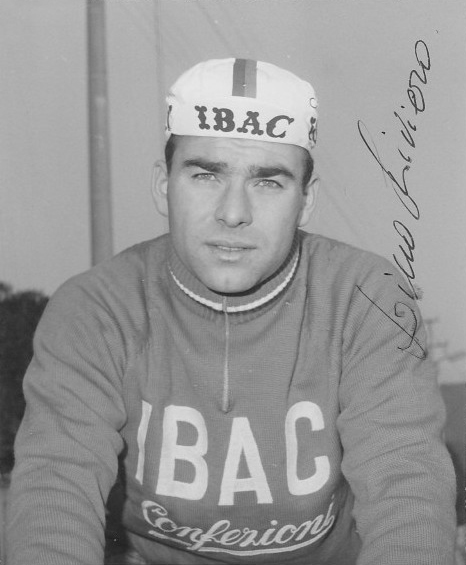
Dino Liviero

L'equip IBAC va ser un equip ciclista italià, de ciclisme en ruta que va competir entre 1963 i 1964.

## Principals resultats

### A les grans voltes
- Giro d'Itàlia
  - 2 participacions (1963, 1964)
  - 2 victòries d'etapa:
    - 2 el 1964: Angelino Soler, Nino Defilippis

- Tour de França
  - 1 participació (1963,[1])
  - 0 victòries d'etapa:

- Volta a Espanya
  - 0 participacions